# Парк Победы (Одесса)
Парк Победы (укр. Парк Перемоги, ранее — парк имени Ленина) — парк-памятник садово-паркового искусства в Одессе.
Общая площадь парка в настоящее время 48,8 га. Общая длина водоёмов 700 м. Общий объём воды 31000 м3. Искусственный ландшафт представлен горками и прудами, островами, соединёнными с берегом мостиками. Водоёмы являются главной композиционной осью всего парка и зоной тихого отдыха, оборудованы фонтанами. В них водятся карп, карась, кои, толстолобик, сом, щука, живут черепахи, утки и лебеди. Среди привычных сосен, клёнов и дубов на территории произрастает множество редких видов деревьев, представленных ливанским кедром, ясеневыми, тисом ягодным, различными видами можжевельника, гинкго билоба, метасеквойей, грабом, кельрейтерией, черёмухой лавровишневой. Среди кустарников — барбарис, спирея, снежноягодник, кизильник, скумпия кожевенная. Находится в курортном районе Аркадия. Ограничен проспектом Шевченко, улицей Академической (б. Варламова, Пионерская), улицей Маршала Говорова, Шампанским переулком. Из парка можно выйти на площадь 10 Апреля, к Дворцу Спорта, Юридической академии.

## История
Автор — одесский ландшафтный архитектор Максим Яковлевич Середа.
В 1967 году проект первого в СССР пейзажного парка английского типа назван лучшим в Союзе и отмечен дипломом ВДНХ. В том же году под названием «Дендропарк им. В. И. Ленина» утверждён к строительству Одесским облисполкомом. В 1968 году архитектурно-планировочным управлением Госстроя проект признан в качестве образцово-показательного. Сдан в эксплуатацию в 1971 году в незавершённом виде. Вопреки рекомендации Госстроя, строительство парка велось с изоляцией авторского надзора и должного контроля за ходом строительства.
В течение многих лет продолжал обустраиваться. Первоначальная площадь 50,6 га — часть парковой территории отдана под застройку. 
Именно в этом парке снимались некоторые эпизоды фильма «Приключения Электроника», сцена, где Электроник проявляет интерес к собакам у искусственного водоёма.